# آبانتیادس مارسیدوس
آبانتیادس مارسیدوس (نام علمی: Abantiades marcidus) نام یک گونه از سرده آبانتیادس است. ابن کونه بید بوم زاد استرالیا، در نیوساوت ولز، کوئینزلند، استرالیای جنوبی و ویکتوریا یافت می‌شود. از لاروهای این گونه بید برای ماهی‌گیری استفاده می‌شود. لاروهای این گونه از برگ‌های درختان اوکالیپتوس تغذیه می‌کنند.